# Hánier Dranguet
Hánier Humberto Dranguet Castillo (sinh ngày 2 tháng 9 năm 1982) là một hậu vệ bóng đá người Cuba, hiện tại thi đấu cho Ciego de Ávila.

## Sự nghiệp câu lạc bộ
Hậu vệ dành phần lớn thời gian cho câu lạc bộ quê nhà Guantánamo nhưng lại rời đi để đến Ciego de Ávila năm 2017.

## Sự nghiệp quốc tế
Dranguet ra mắt quốc tế cho Cuba vào tháng 6 năm 2008 trong trận đấu tại Vòng loại giải vô địch bóng đá thế giới trước Antigua & Barbuda và có tổng cộng 38 lần ra sân, ghi 1 bàn thắng. Anh đại diện quốc gia in 4 FIFA World Cup qualifying matches và thi đấu tại Cúp Vàng CONCACAF 2011 where he played in two matches.

### Bàn thắng quốc tế
Tỉ số và kết quả liệt kê bàn thắng của Cuba trước.
| # | Thời gian            | Địa điểm                                          | Đối thủ  | Tỉ số | Kết quả | Giải đấu                          |
| - | -------------------- | ------------------------------------------------- | -------- | ----- | ------- | --------------------------------- |
| 1 | 27 tháng 10 năm 2008 | Sân vận động Quốc gia Pedro Marrero, Havana, Cuba | Suriname | 6-0   | 6-0     | Vòng loại Cúp bóng đá Caribe 2008 |